# Чха Ин Ха
Чха Ин Ха (кор. 차인하; 15 июля 1992, Сеул, Республика Корея — 3 декабря 2019, Сеул, Республика Корея) — южнокорейский актёр, наиболее известный по ролям в сериалах «Банкир», «Уборка со страстью» и «Люди с недостатками». Также он был участником актёрской группы Surprise U.

## Биография
Ча Ин Ха родился под именем Ли Чжэ Хо 15 июля 1992 года в Синчхоне. В 2017 году он начал свою актёрскую карьеру в качестве одного из пяти участников Surprise U. Он также снялся в короткометражном фильме «Ты глубоко внутри меня» (You, Deep Inside of Me). В дальнейшем он сыграл Хван Чжэ Мина в сериале «Уборка со страстью», снялся в дорамах «Ты тоже человек?» и «Температура любви». На момент своей смерти он играл Джу Вон Сока в телесериале «Люди с недостатками».

### Смерть
Чха умер 3 декабря 2019 года, как сообщалось, по неизвестной причине. Его менеджер нашёл актёра мёртвым в своём доме в районе Каннам в Сеуле. Агентство Чха, Fantagio, посоветовало не распространять «слухи и спекулятивные сообщения» о его смерти из уважения к его семье, а также заявили, что у него будут частные похороны. Представитель полиции заявил, что Чха не оставил «завещания или окончательного сообщения» и что его семья потребовала не проводить вскрытие.
The New York Times, The Guardian и Deadline Hollywood сравнили его смерть со смертью Солли и Гу Хары, которые также умерли молодыми двумя месяцами ранее. Korea Times сообщила, что были высказаны опасения по поводу подражательных самоубийств.

## Фильмография

### Телевидение
| Год       | Название            | Оригинальное название  | Роль         | Телеканал |
| --------- | ------------------- | ---------------------- | ------------ | --------- |
| 2017      | Температура любви   | 사랑의 온도            | Ким Ха Сён   | SBS       |
| 2017-2018 | Королева детектива  | 추리의 여왕 2          | Дэ Юн        | KBS2      |
| 2018      | Вок любви           | 기름진 멜로            | Бонг Чи Су   | SBS       |
| 2018      | Ты тоже человек?    | 너도 인간이니?         | Хван Джи Юн  | KBS2      |
| 2018–2019 | Уборка со страстью  | 일단 뜨겁게 청소하라!! | Хван Джэ Мин | JTBC      |
| 2018–2019 | Независимая Чжиын   | 세상 잘 사는 지은씨2   | Ха Джун      | V Live    |
| 2019      | Банкир              | 더 뱅커                | Мун Хон Чжу  | MBC       |
| 2019      | Люди с недостатками | 하자있는 인간들        | Джу Вон Сок  | MBC       |